# Ammomanopsis
Genre
Ammomanopsis est un genre monotypique de passereaux de la famille des Alaudidae. Il comprend une seule espèce d'alouettes.

## Répartition
Ce genre se trouve à l'état naturel en Namibie et en Angola.

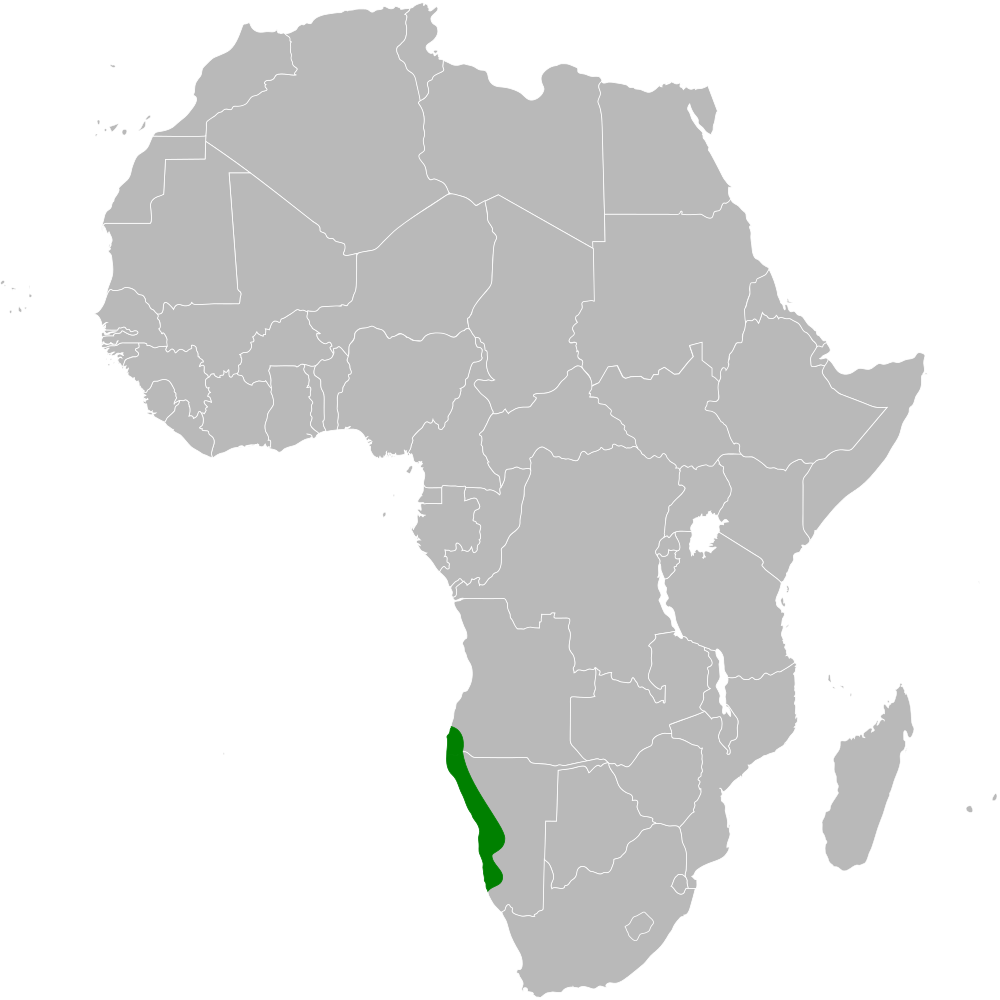
Répartition dAmmomanopsis

## Liste des espèces
Selon la classification de référence du Congrès ornithologique international (version 8.2, 2018) (ordre alphabétique) :
- Ammomanopsis grayi (Wahlberg, 1855) — Alouette de Gray, Ammomane de Gray
  - Ammomanopsis grayi grayi (Wahlberg, 1855)
  - Ammomanopsis grayi hoeschi (Niethammer, 1955)